# Pappilanselkä
Pappilanselkä är en sjö i Finland. Den är en del av Längelmävesi och ligger i Orivesi i landskapet Birkaland, i den södra delen av landet, 160 km norr om huvudstaden Helsingfors. Pappilanselkä ligger 87 meter över havet.